# Alida Withoos
Alida Withoos (Amersfoort, ca. 1661/1662 - Amsterdam, 5 de desembre de 1730) va ser una pintora neerlandesa especialitzada en motius botànics.

## Vida i obra
Filla del pintor Matthias Withoos, amb els seus tres germans -Johannes, Pieter i Frans-, i la seva germana Maria va ser iniciada pel seu pare en la pintura de natures mortes i il·lustracions botàniques. A causa de la invasió d'Utrecht pels francesos, la família es va traslladar a Hoorn el 1672. L'any 1701, es va casar amb el també pintor Andries Cornelisz van Dalen, un exemple típic de les relacions entre les famílies d'artistes a l'Holanda del segle xvii i xviii.
La formació d'un pintor era molt cara, i sovint no es disposava de recursos per proporcionar-los-la a les filles. Tanmateix, les filles dotades de talent podien ser instruïdes per treballar en l'estudi del seu pare, oncle, germà o cònjuge, sovint sota el seu nom. A diferència del seu espòs, els seus germans i germana, Alida va adquirir una certa reputació a la pintura sota el seu propi nom, principalment a causa de les seves imatges botàniques. A Hoorn varis dels fills de Withoos estaven actius com a artistes dedicats a la pintura de flors, ocells, papallones i insectes. Als inventaris, aquestes imatges van ser nomenades regularment «Withoosjes».
Alida va ser -amb el seu germà Pieter Withoos- un dels nombrosos artistes que van pintar plantes a la casa de camp de Vijverhof al servei d'Agnes Block, per a qui va pintar el 1687 la primera pinya tropical conreada a Europa -aquestes imatges, lamentablement, han desaparegut-. Tretze aquarel·les que Alida va fer el 1694 per al Moninckx Atles, juntament amb 425 imatges de plantes a l'Hortus Botanicus d'Amsterdam -a on les plantes portades en els vaixells de la Companyia Neerlandesa de les Índies Orientals van ser conreades en fileres com en un bloc de cases-, han sobreviscut. La Biblioteca de la Universitat de Wageningen posseeix un llibre de dibuixos comprats pel col·leccionista Simon Schijnvoet que inclou set il·lustracions realitzades per Alida Withoos, potser encarregades per Block. Aquests dibuixos donen una bona idea de l'alta qualitat del seu treball.